# クファルアザの虐殺
2023年10月7日、約70人のハマース戦闘員が、ガザ地区との国境から約3km離れたキブツであるクファルアザを襲撃し、住民を虐殺、数人の人質を拉致した。クファルアザの虐殺（クファルアザのぎゃくさつ、英: Kfar Aza massacre）の発生である。
このキブツには攻撃前に400人の住民がいたが、イスラエル国防軍がキブツの完全な支配権を取り戻すのには2日を費やした。イスラエル人の正確な死者数はまだ不明であるが、おおよその予測では、幼児を含めて100人以上とされている。これまでに少なくとも52人の死亡と20人以上の行方不明者がいることが発表されている。
この襲撃は、斬首、四肢切断、火あぶりなどの主張で注目されたが、赤ん坊の首が切られたという主張については、論争や偽情報の疑いがあった。

## 虐殺
2023年10月7日の朝、約70人のハマース戦闘員がフェンスを破ってキブツに侵入した。ガザから3km離れたクファルアザに侵入したハマース兵は、住民を虐殺した。ハマースは、クファルアザ西部、つまりガザに近い、幼児を含む家族が住む地域を狙って攻撃を開始した。おおよその予測では、イスラエル人の死者総数は100人以上とされているが、2024年7月時点では52人の死亡と20人以上の行方不明者とされている。
軍事訓練を受けたキブツの住民は、義勇軍を結成し、地域を守る為ハマースと戦闘を行った。しかし、義勇軍の兵は全員が殺害され、ハマースはクファルアザにおける占領地域を拡大した。その後、ハマースが民家を焼き払い、一般住民を殺害したという報告も上がっている。また、クファルアザ市民の遺体が、手を縛られた状態で発見された。
さらに、ハマースはクファルアザの住民を拉致しており、AP通信は2023年10月7日に4人が拉致されたと報道した。イスラエルのイタイ・ヴェルブ少将は、この虐殺をテロ攻撃であると表現し、「母親、父親、赤ん坊、若い家族が、ベッドで、保護室で、食堂で、庭で、殺害された」と述べた。
このキブツには攻撃前には400人の住民がいたが、イスラエル国防軍がキブツの完全な支配権を取り戻すのには2日を費やした。第71空挺部隊はクファルアザ奪還のための攻撃を指揮し、ドゥブデバン部隊も攻撃に応じた。
襲撃後、ジャーナリストは2023年10月10日に現地への立ち入りを許可された。ハマースも攻撃のビデオ映像を公開している。10月18日にはイスラエル軍が一部報道機関に対して現地を公開した。

## 被害者
BBCニュースによると、この虐殺の犠牲者のほとんどは、攻撃の開始数時間で死亡したことが判明していた。2023年10月10日時点で、イスラエル兵は現地で遺体の回収を行っている。クファルアザのイスラエル兵士は、数人の市民が斬首されたと述べた。犠牲者の中には子供や乳児もしくは幼児も含まれていたという話も上がっている。

### 斬首の疑惑

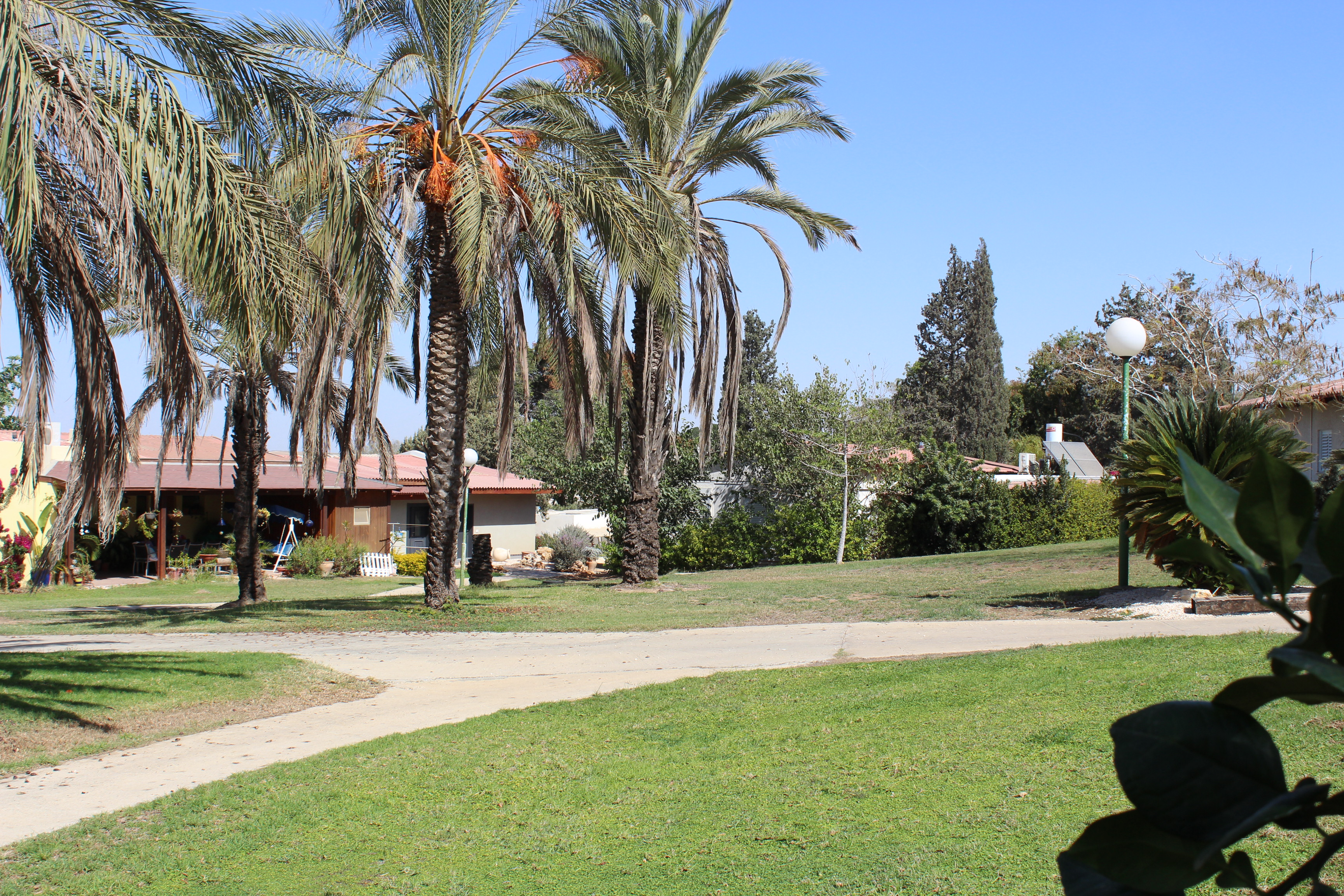
虐殺前のクファルアザ。

現場に駆けつけたイスラエル国防軍（IDF）のある兵士は、I24NEWSとのインタビューで、40人の子供が殺害、何人かはハマスによって首をはねられたと語った。また別の兵士も首が切られた遺体を見たとコメントを残している。CBSニュースはその後、コミュニティ緊急事態対応チームZAKAの地域責任者であるヨッシ・ランダウにインタビューしたが、ランダウは、乳児・幼児・未成年者の多くは、バラバラにされた大人の死体と一緒に首をはねられたと語った。ランダウは後にSky Newsに対し、クファルアザと同じく虐殺が行われたベエリの遺体の80％には拷問の形跡があったと述べた。
多くの乳児・幼児の首が切られたという主張は、イスラエルのベンヤミン・ネタニヤフ首相のスポークスマンによってもなされ、ジョー・バイデン米大統領も写真による証拠を見たとして、幼児の首が切られていると報道された。ホワイトハウスはその後、バイデン大統領が写真や画像を見たことを否定し、その代わりメディアの報道やネタニヤフ首相の発言に言及していたということを明らかにした。
IDFはInsiderに対し、この疑惑をこれ以上調査することは「被害者に対して失礼」であるとして、これ以上調査しないと述べた。ネタニヤフ首相のオフィスは死亡した乳児・幼児の写真を公開し、彼らは襲撃により殺され焼かれたと述べた。エルサレム・ポスト紙は、これらの画像から乳児・幼児の首が切られたことが確認されたと述べているが、NBCニュースは、乳児・幼児の首が切られたという確実な証拠はないとした。また同様に、CNNは、斬首の事実は確認できなかったと報じた。
40人の乳児・幼児が斬首されたという主張はソーシャルメディアで広く注目を集め、イスラエルのウェブサイトI24NEWSとイスラエルの公式アカウントによって宣伝され、X（旧Twitter）で4000万回以上のインプレッションを記録した。この主張は、12のイギリスの新聞（イギリスの主要新聞のほとんどとなる）の一面を飾った。NBCニュースは、この主張はおそらく誤りであり、IDF兵士による2つの別々の発言を混同して発信した結果歪んだ情報が流れたとしている。

## 生存者
人権団体Yesh Dinの事務局長ジヴ・スタールは虐殺を生き延び、後に『ハアレツ』誌に掲載された記事の中で、報復を求める声に強く反対し 「ガザでの無差別爆撃や、これらの恐ろしい犯罪に関与していない民間人の殺害は解決策にならない。」と語った。
生存者であるアビドール・シュワルツマンは「至る所に死体が転がっていた。」と虐殺当時の状況を語っている。イスラエル軍兵士のダヴィディ・ベン・ジオンは、「多くの親子の命を救えたことを神に感謝します。しかし、火炎瓶によって焼かれた遺体も見られました。」とコメントした。